# Disappear (Solitude Within)
Disappear is het debuutalbum van de Belgische symfonische-metalband Solitude Within dat in 2017 werd uitgebracht. Alle teksten zijn geschreven door zangeres Emmelie Arents.

## Tracklist
De volgende nummers staan op het album:
| Nr. | Titel         | Duur |
| --- | ------------- | ---- |
| 1.  | Fade Away     | 4:02 |
| 2.  | Blame         | 4:31 |
| 3.  | Morrigan      | 3:43 |
| 4.  | Fly           | 3:54 |
| 5.  | Burn          | 4:12 |
| 6.  | Disappear     | 3:27 |
| 7.  | In My Mind    | 4:31 |
| 8.  | Eternal Flame | 3:50 |
| 9.  | Turn Away     | 4:04 |
| 10. | Paralyzed     | 3:38 |
| 11. | In the Dark   | 4:13 |

## Stijl
Het genre van Disappear is symfonische metal en op het album wisselen lichte en donkere thema's elkaar af. Zo is het nummer Morrigan een vrij donker nummer, en wordt naast traditionele metalinstrumenten gebruikgemaakt van kerkklokken en chants.

## Ontvangst
Het album werd over het algemeen goed ontvangen. Als positieve punten werd genoemd dat de compositie van hoogstaand niveau en “loepzuiver” was, en dat zangeres Emmelie Arents “haar vak tot in de puntjes beheerst”. Als grootste kritiekpunten werd genoemd dat het album weinig verrassend was, te weinig variatie in het groepsgeluid kende en te veel leek op dat van hun voorbeelden (o.a. Within Temptation en Delain).